# CNN Philippines
CNN Philippines (abreviado como CNN PH) foi um canal de televisão aberto e por assinatura filipino. Era propriedade e operado pela Nine Media Corporation, juntamente com a Radio Philippines Network (RPN) como o principal provedor de conteúdo, sob licença da Warner Bros. Discovery. Substituindo a 9TV, a CNN Philippines foi lançada em 16 de março de 2015. Foi a quinta franquia local da CNN na Ásia, depois da CNN Indonesia, CNN Türk, CNN Arabic e CNN-IBN (agora CNN-News18 na Índia).
O canal foi fechado em 31 de janeiro de 2024 por problemas financeiros, foi substituído pela RPTV.

## Apresentadores e âncoras de notícias

### Atual
- Pia Hontiveros (âncora e correspondente principal)
- Pinky Webb (âncora sênior e correspondente)
- Rico Hizon[4] (âncora sênior e diretor de desenvolvimento de conteúdo de notícias)
- Ruth Cabal[5] (âncora e correspondente sênior)
- Mai Rodriguez[6]
- Ria Tanjuatco-Trillo[7]
- Andrei Felix[8]
- Menchu Macapagal[9]
- Christine Jacob-Sandejas[10]
- Dr. Freddie Gomez[11] (médico residente)
- Paolo Abrera
- Nicole Curato
- Melissa Lopez
- Jiego Reyes
- Sam Sahdwani
- Dr. Gia Sison

### Antigo
- Jing Magsaysay (ex-vice-presidente sênior de notícias da CNN Philippines)[12]
- Mitzi Borromeo[13]
- Cherie Mercado
- Amelyn Veloso (morta)[14]
- Claire Celdran
- Malou Tiquia[15]
- Roanna Jamir[16]
- Atty. Karen Jimeno[17]
- Ina Andolong-Chavenia[18]
- Hilary Isaac[19]
- Jun Tariman[20][21]
- Mico Halili[22]
- Charles Tiu[23]
- Gilbert Remulla[24]
- Nicolette Henson-Hizon[25][26] (antiga de CLTV36)
- Cesca Litton-Kalaw[27]
- Gani Oro[28]
- Anthony Pangilinan (agora com One News)
- Angel Jacob[29]
- Mike Alimurung[10] (ex-analista de negócios da CNN Philippines)
- James Deakin
- Claudine Trillo
- Rachel Alejandro
- Giselle Sanchez
- Shamcey Supsup
- Chesca Buencamino
- Bambi Del Rosario
- Gabby Sandejas[30]
- Nate Lopez[30]
- Dana Villano[30]
- Janella Renner[30]
- Isaac Dantes[30]
- Emman Rivera[30]

## Correspondentes
- David Santos
- Anjo Alimario
- Lois Calderon
- Xianne Arcangel
- Rex Remitio
- Triciah Terada
- Paolo Barcelon
- Carolyn Bonquin
- Gerg Cahiles
- Crissy Dimatulac
- Paige Javier
- AC Nicholls
- Tristan Nodalo
- Eimor Santos
- Pauline Verzosa

### Correspondentes regionais
- Dale Israel (Cebu)
- Rose Olarte (Legazpi)
- Carla Doromal (Aklan)
- Leah Agonoy (Pagadian)
- Dennis Arcon (Cidade de Cotabato)
- Ron Lozano (Southern Luzon)
- Jean Caparoso (Kidapawan)
- Wilmark Amazona (Tacloban)
- Pearl Gajunera (Davao)
- Roy Bustillo (Dumaguete)
- Melchor Velez (Bukidnon)
- Alwen Saliring (Cagayan de Oro)
- Lauren Anuma (Baguio/Cordilleras)
- Roland Ortillano (Cotabato do Sul)